# Amandine Thomas
Pour les articles homonymes, voir Thomas.
Amandine Thomas, née le 24 août 2000, est une skieuse de vitesse française.

## Biographie
Sa mère est monitrice de ski à Réallon.
En 2014, elle devient Championne de France  U14 à Vars, et en 2017 Vice-championne de France U18. Elle intègre l'équipe de France S2.
En 2018, elle termine à la 2e place du classement général du circuit de Coupe du monde S2 Junior. Elle est championne de France S2 et elle prend la 3e place des championnats de France toutes catégories, derrière Célia et Cléa Martinez qui courent en catégorie S1.
Le 23 mars 2019, elle est sacrée Championne du monde Juniors à Vars, devant 2 suédoises,. A la fin de la saison 2019, elle obtient à nouveau la 2e place du classement général du circuit de Coupe du monde S2 Junior. Elle est aussi Vice-championne de France S2 2019 à Villard-de-Lans.

## Palmarès

### Championnats du monde juniors
| Édition            | Classement |
| ------------------ | ---------- |
| Mondiaux 2019 Vars | Or         |

### Circuit de Coupe du monde Juniors
| Saison | Classement |
| ------ | ---------- |
| 2018   | 2e         |
| 2019   | 2e         |

### Championnats de France S2
| Saison               | Classement |
| -------------------- | ---------- |
| 2018 Grandvalira     | Or         |
| 2019 Villard-de-Lans | Argent     |

### Record personnel
- S2J : 180,72 km/h en mars 2019 à Vars